# Cratere Rayleigh (Marte)
Rayleigh è un cratere sulla superficie di Marte.
Il cratere è dedicato al fisico britannico John William Strutt Rayleigh.